# 西凌井乡
西凌井乡，是中华人民共和国山西省太原市阳曲县下辖的一个乡镇级行政单位。

## 行政区划
西凌井乡下辖以下地区：
西凌井村、西庄村、韩庄村、官庄村、岭底村、伙路坪村和峁上村。